# Albert Kayser
Albert Kayser (* 28. November 1898 in Stettin; † 18. Oktober 1944 im KZ Buchenwald) war ein deutscher kommunistischer Politiker und Widerstandskämpfer gegen den Nationalsozialismus.

## Leben

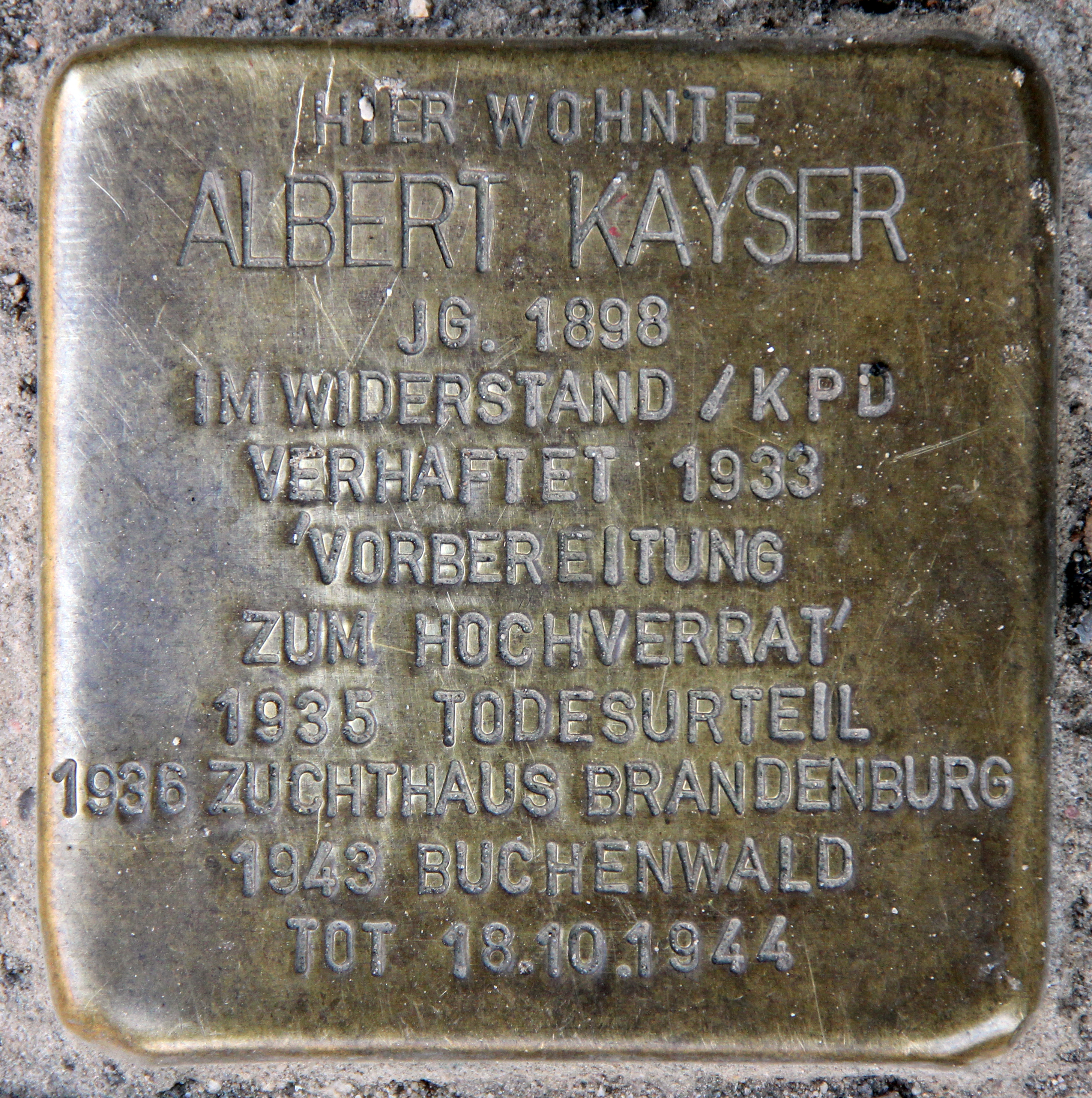
Stolperstein, Groninger Straße 22, in Berlin-Wedding

Albert Kayser war Arbeiter und später gewerkschaftlicher Vertrauensmann bei Siemens in Berlin. 1921 trat er der KPD bei. Von Siemens nach einem Streik 1923 entlassen, arbeitete Kayser anschließend bei den Berliner Verkehrsbetrieben, wo er Ende der 1920er Jahre zum Vorsitzenden des Betriebsrats gewählt wurde und im November 1932 als Mitglied der Streikleitung maßgeblich an der Organisation des überregionale Beachtung findenden Ausstands der Belegschaft beteiligt war (vgl. Streik bei der Berliner Verkehrsgesellschaft 1932). Im Juli 1932 und im März 1933 wurde Kayser in den Reichstag gewählt.
In der Nacht des Reichstagsbrandes wurde er – zeitgleich mit tausenden anderen KPD-Kadern – festgenommen und anschließend bis zum 23. Dezember 1933 im KZ Sonnenburg festgehalten. Nach der Verhaftung von Martin Schwantes setzte die Berliner Landesleitung der KPD Kayser als weisungsberechtigten Oberberater für das Instrukteurgebiet Mitteldeutschland ein. In dieser Funktion verantwortete er die direkte Anleitung der Parteibezirke Thüringen, Halle-Merseburg und Magdeburg-Anhalt. Als einer von neun im Reichsgebiet aktiven Oberberatern war Kayser, der unter dem Decknamen Robert Erdmann ein illegales Quartier in der Wörmlitzer Straße 3 in Halle bezog, in dieser Phase ein zentraler Akteur des Untergrund-Apparats der KPD.
Am 26. Januar 1935 wurde Kayser bei einem illegalen Treff in der Thüringer Straße 26 in Halle von Gestapo-Beamten überrascht und – zusammen mit Wilhelm Künzler, Helene Glatzer und dem Wohnungsinhaber Hans Lehnert – wegen Organisation einer „hochverräterischen Beratung“ verhaftet. Die Festgenommenen wurden bereits bei der Aufnahme der Personalien auf dem Polizeirevier in der Merseburger Straße geschlagen und anschließend tagelang im Polizeipräsidium  am Hallmarkt und im Untersuchungsgefängnis in der Kleinen Steinstraße gefoltert. Helene Glatzer erlag den dabei erlittenen Verletzungen am 31. Januar. Kayser wurde Anfang August 1935 vom 1. Senat des Volksgerichtshofes wegen Vorbereitung zum Hochverrat zum Tode verurteilt. Als man Kayser nach Verlesung des Urteils abführte, soll er den Mitangeklagten Minna Herm, Wilhelm Künzler, Franz Urbanski und Josef Pfaff „Rot Front, Genossen!“ zugerufen haben. Das in der NS-Presse unter Überschriften wie „Kein Platz für mitteldeutsche Hetzer“ und „Ausmerzung mitteldeutscher Hetzer“ breit besprochene Urteil gegen den ehemaligen Reichstagsabgeordneten sorgte international für Aufsehen und Protest und trug nicht zuletzt dazu bei, dass sich erstmals exilierte Spitzenfunktionäre von SPD und KPD zu gemeinsamen Beratungen trafen (vgl. Lutetia-Kreis). Da derlei im unmittelbaren Vorfeld der Olympischen Spiele des Jahres 1936 ausgesprochen unangenehm für das Regime war, wurde das Todesurteil gegen Kayser im Dezember 1935 schließlich in lebenslange Zuchthaushaft umgewandelt. Der in einem parallelen Verfahren gleich Kayser auf der Grundlage der am 24. April 1934 verschärften Tatbestands- und Strafmaßbestimmungen im Falle von „Hochverrat“ – der nun bei entsprechend interessierter Auslegung bei jeder Art von Tätigkeit für die illegale KPD gegeben war – zum Tode verurteilte Rudolf Claus wurde hingegen am 17. Dezember 1935 hingerichtet.
Zunächst im Gefängnis Plötzensee und ab Februar 1936 im Zuchthaus Brandenburg-Görden festgehalten, wurde Kayser am 21. Dezember 1943 in das KZ Buchenwald überstellt, wo er im Oktober 1944 an Flecktyphus erkrankte und verstarb. Am 22. Oktober wurde im Lager eine illegale Totenfeier für Kayser abgehalten.

## Gegenstand der Erinnerungspolitik

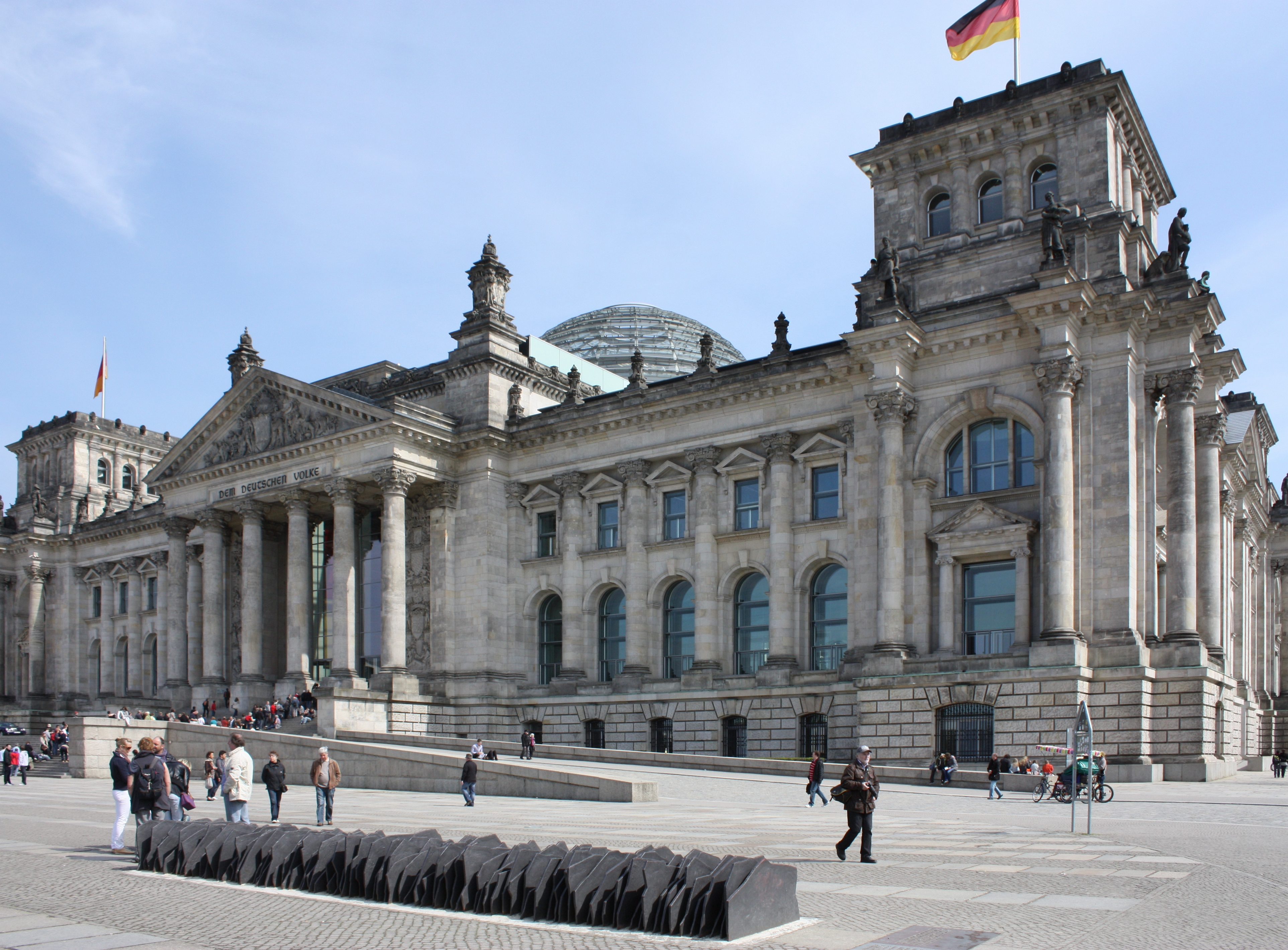
Gedenktafeln am Reichstag

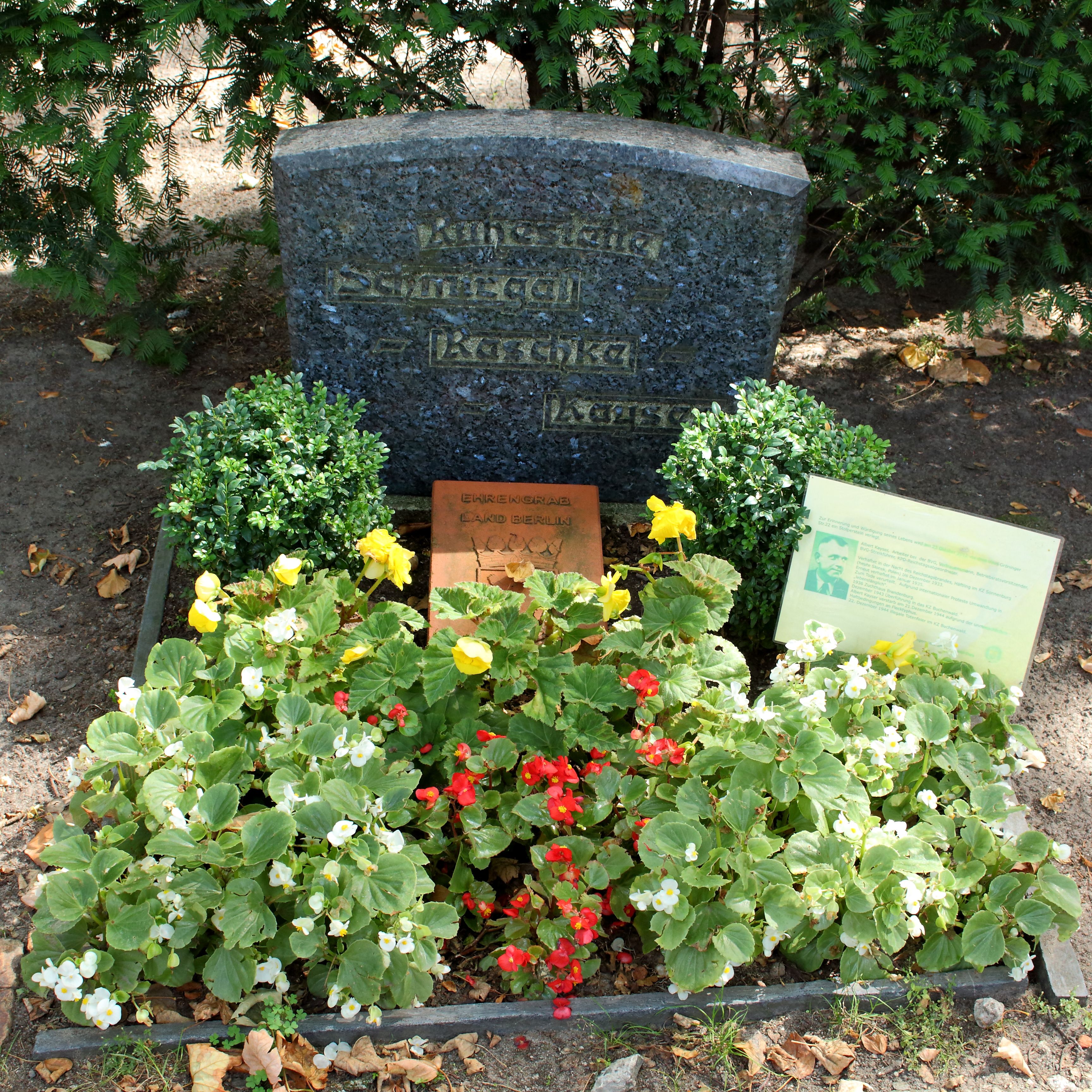
Grabstätte

Die am BVG-Gebäude in der Rosa-Luxemburg-Straße 2 angebrachte Gedenktafel für Kayser und Otto Schmirgal wurde nach 1990 von Unbekannten entfernt. Eine Berliner Wohnungsbaugenossenschaft, die seit 1974 Kaysers Namen trug, hat denselben nach 1990 abgelegt.
Seit 1992 erinnert in der Nähe des Bundestagsgebäudes eine der 96 Gedenktafeln für von den Nationalsozialisten ermordete Reichstagsabgeordnete an Kayser. Im Oktober 2012 wurde vor seinem ehemaligen Wohnhaus in Berlin-Wedding, Groninger Straße 22, ein Stolperstein für ihn verlegt. Das Grab Kaysers – inzwischen ein Ehrengrab des Landes Berlin – befindet sich auf dem Urnenfriedhof an der Seestraße im Wedding.
Inzwischen gibt es eine neue Gedenktafel im Eingangsbereich der BVG-Zentrale, Holzmarktstraße 15.